# Lidö naturreservat
Lidö naturreservat är ett naturreservat i Norrtälje kommun i Stockholms län.
Området är naturskyddat sedan 1988 och är 1 212 hektar stort. Reservatet omfattar Lidö med kringliggande holmar och skär. Reservatet består mest av granskog men även barrblandskog. Lidö har hällmarkskogen på öns nordöstra del, strandängen vid Norrsundet, tät granskog, lundar av ädellövskog vid herrgården samt betesängar på västra ön.
Lidö drabbades hårt i januari 2019 av stormen Alfrida som fällde cirka 50 000 träd på ön.

## Bilder

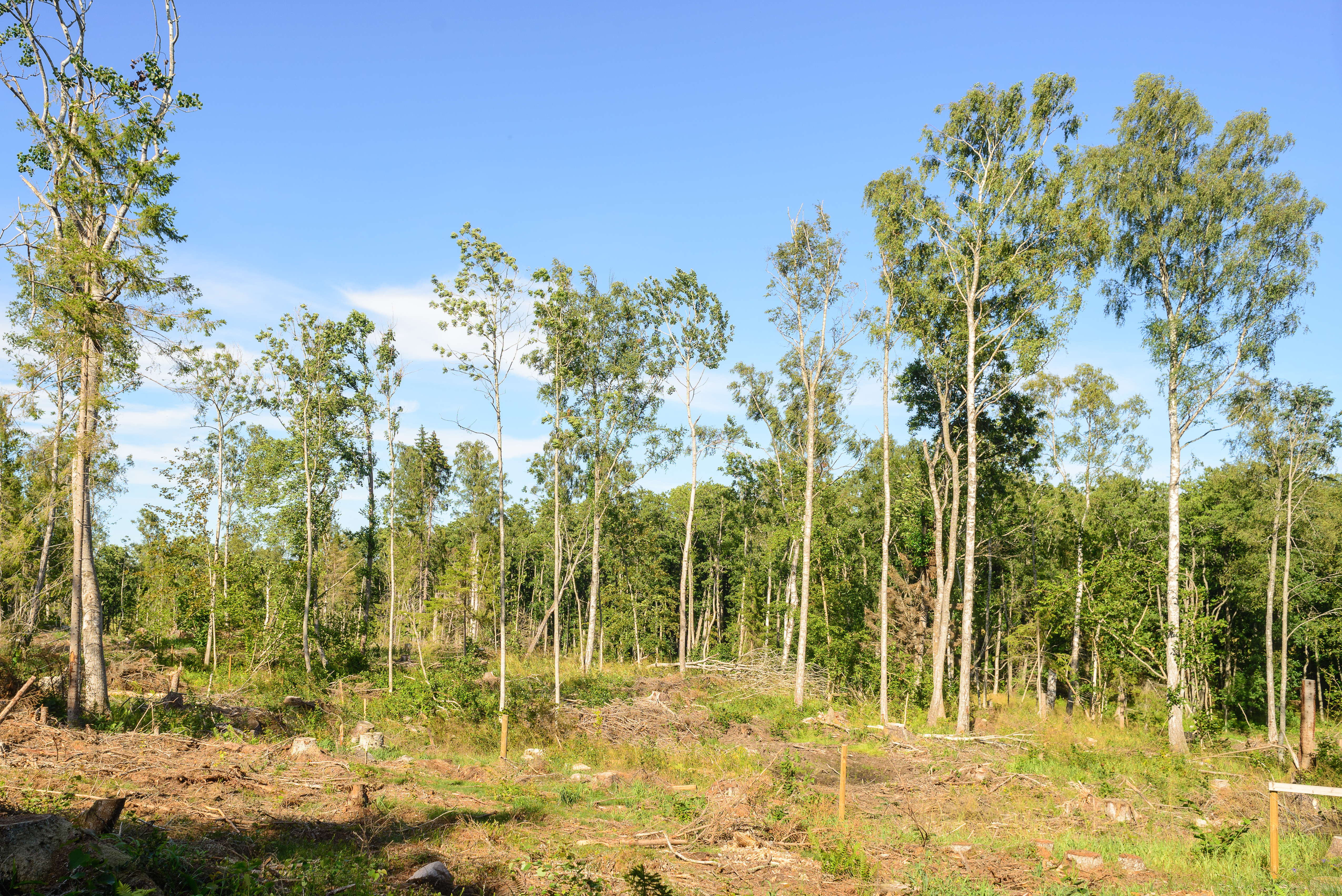
Skog som skadades av stormen Alfrida.
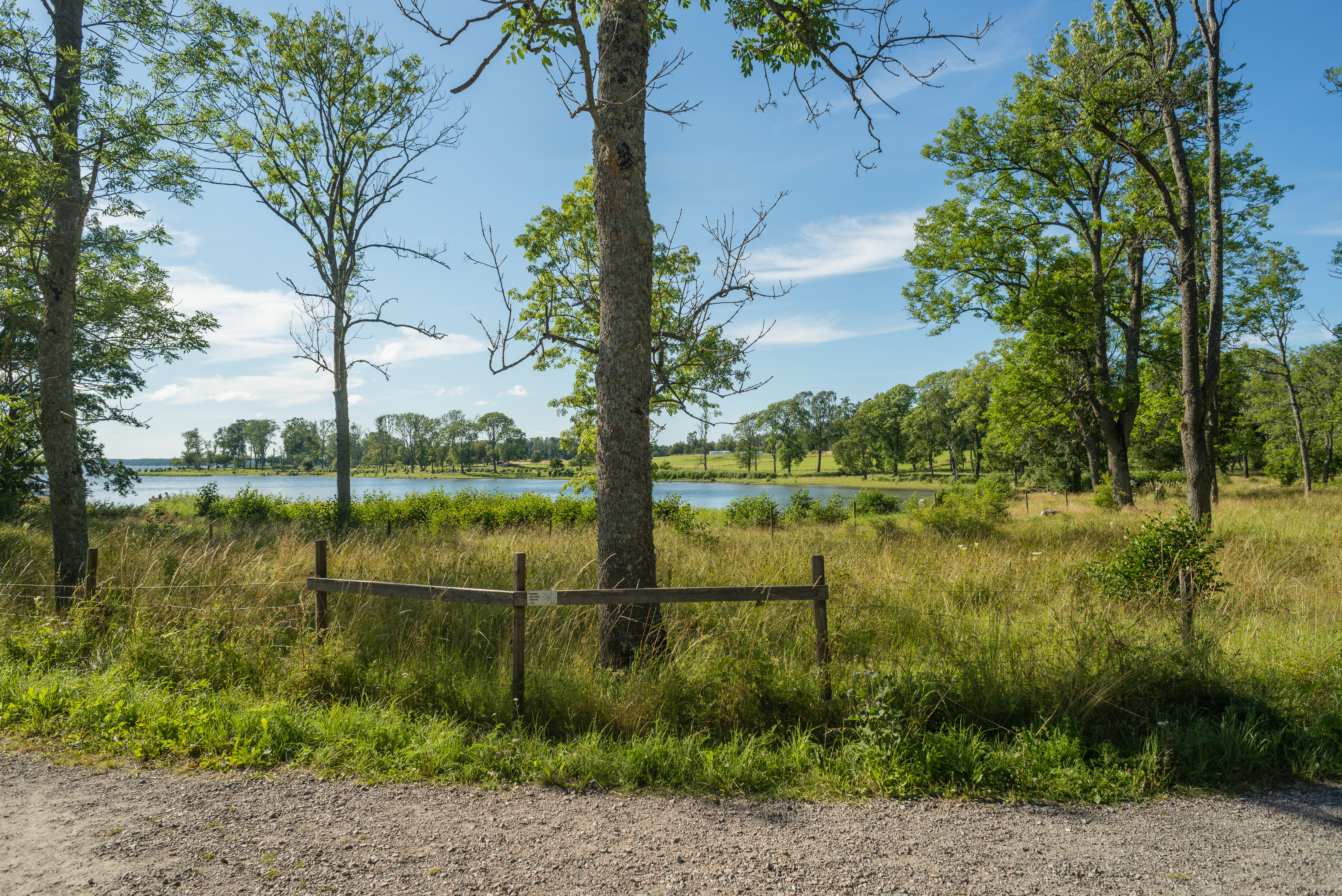
Kulturlandskap nära herrgården med beteshagar och lövträd.